# Església del Salvador de Sagunt
L'església parroquial d'El Salvador de Sagunt (camp de Morvedre, País Valencià) està situada en el carrer València núm. 19 del barri homònim. Construïda al segle xiii amb un gòtic primerenc i reformes fins al segle xviii.

## Descripció
Es tracta d'una església d'una sola nau amb un absis poligonal i contraforts exteriors. La nau està dividida en tres trams per mitjà d'arcs de diafragma sobre els quals baixa la sostrada de fusta, seguint la tipologia de les anomenades esglésies de la reconquesta. L'absis té cinc costats i està cobert amb una volta de creueria amb plementeria de rajola. En el primer tram del costat de l'Epístola es troba la capella baptismal i l'accés a la torre campanar.
En aquest mateix costat, en el tram previ a la capçalera, es troba la capella de la Comunió. És un espai centralitzat de planta de creu grega, cobert amb una volta de mitja taronja. L'alçat interior es fa mitjançant pilastres d'ordre compost.
La façana de l'església presenta una portada d'arc de mig punt amb una marcada línia d'imposta. A la part superior s'obri un va lleugerament apuntat.
Adossada a la façana de l'església es troba el campanar. Aquest és de planta rectangular dividida en dos cossos per mitjà d'una línia d'imposta. El cos superior l'ocupa les campanes, amb obertures de mig punt en els costats nord, sud i oest. S'accedeix a la torre des de l'interior del temple, amb una escala de caragol feta de carreus.
L'edifici fou restaurat entre els anys 1991 i 1992. Es va procedir a l'eliminació de les cases annexes pel costat nord, obrint una plaça nova. Amb això les façanes quedaren lliures d'edificacions i van ser emblanquinades. Es realitzaren excavacions arqueològiques en les quals aparegueren una pedra sepulcral, els fonaments de l'església primitiva, taulellets i peces ceràmiques d'època romana.